# Виеру, Наталья Станиславовна
Ната́лья Станисла́вовна Вие́ру (рум. Natalia Vieru; 25 июля 1989, Кишинёв) — российская баскетболистка.

## Клубная карьера
Сезоны 2005/06 и 2006/07 играла за команду «Динамо-2» (Курск) в Суперлиге-Б. Чемпионка Детско-Юношеской Баскетбольной Лиги и MVP турниров 2006 и 2007 года в составе команды «Динамо» (Курск).
С сезона 2007/08 выступала в команде «Спарта&К» (Видное, Московская область). Первые несколько сезонов играла больше в молодёжной команде, затем стала игроком основы. Выступая за вторую команду «Спартака» выиграла турнир Высшей лиги, стала «серебряным» призёром молодёжного первенства России, 2-кратным обладателем Кубка В. Кузина (отборочный турнир к Кубку России). В составе основной команды является трёхкратным чемпионом Евролиги 2008, 2009, 2010, обладателем Суперкубка Европы 2009, 2010, чемпионкой России 2008, вице-чемпионкой России 2009,2010,2011.
Сезон 2011/12 играла в чемпионате Словакии в составе команды «Гуд Энджелс» (Кошице), с которой стала чемпионом Словакии, обладателем Кубка Словакии, а также была признана лучшим игроком чемпионата Словакии сезона 2011/12.
В сезоне 2012/2013 в составе команды «Спарта&К» стала серебряным призёром чемпионата России 2012/2013, серебряным призёром Кубка России 2012/2013.
В сезоне 2014/2015 в составе оренбургской команды «Надежда» стала серебряным призёром чемпионата России 2014/2015 и бронзовым призёром Кубка России 2014/2015.
Летом 2015 года Виеру перешла в екатеринбургский клуб УГМК, где заменила завершившую карьеру Марию Степанову. В сезоне 2015/2016 она помогла клубу выиграть чемпионат России и Евролигу, в финале обоих турниров УГМК обыграл предыдущий клуб Виеру, «Надежду». Наталья в составе УГМК, 20 октября 2016 стала обладателем супер кубка ФИБА, выиграв у "Вильнев-д'Аск" (Франция) со счетом 66-63. 
24 декабря 2017 в составе клуба УГМК Наталья Виеру в г. Курск завоевала кубок России. А 1 мая 2017 Наталья Виеру составе екатеринбургского «УГМК» после серии из пяти игр, стала трёхкратной чемпионкой России по баскетболу. 
Сезон 2018/19 года стал "золотым" для клуба УГМК и Н.Виеру в составе клуба стала шестикратной чемпионкой Евролиги, четырехкратной обладательницей Суперкубка ФИБА, двукратной Кубка России и пятикратной чемпионкой России по баскетболу.

## Международная карьера
Выступала за юниорскую сборную России на чемпионате Европы-2006 U18. В 2007 году стала бронзовым призёром ЧЕ U18 и вошла в состав символической пятерки турнира. В 2008 году завоевала чемпионский титул на ЧЕ U20 и была признана MVP турнира. В 2009 году представляла Россию на ЧЕ U20.
Дебютировала в составе национальной сборной в 2008 году. Член сборной России на чемпионате мира 2010 года, чемпионатах Европы 2013, 2015, 2017, 2019 года. В составе национальной сборной приняла участие в Летней Олимпиаде 2012 года в Лондоне.

## Достижения

### Командные
Спарта&К
- Чемпион России по баскетболу: 2007/08
- Серебряный призёр чемпионата России: 2008/09, 2010/11, 2012/13
- Обладатель Суперкубка Европы ФИБА: 2009, 2010
- Чемпион Евролиги: 2007/08, 2008/09, 2009/10
- Серебряный призёр Кубка России: 2012/13

Гуд Энджелс
- Чемпион Словакии: 2011/12

Надежда
- Серебряный призёр чемпионата России: 2014/15
- Бронзовый призёр Кубка России: 2014/15

УГМК
- Чемпион России по баскетболу: 2015/16, 2016/17, 2017/18, 2018/19
- Чемпион Евролиги: 2015/16, 2017/18, 2018/19
- Обладатель Суперкубка Европы ФИБА: 2016, 2018
- Обладатель Кубка России: 2016/17, 2018/19
- Бронзовый призёр Евролиги: 2016/17

### Индивидуальные
- Лучший игрок ДЮБЛ 2006, 2007 годов
- Лучшая молодая баскетболистка России: 2007, 2008, 2009
- Самый ценный игрок молодёжного чемпионата Европы 2008
- Лучший игрок чемпионата Словакии по баскетболу среди женщин: 2011/12